# Martí Grau i Segú
Martí Grau i Segú (Cerdanyola del Vallès, 26 de juny de 1972) és un historiador, politòleg, polític i professor universitari català.
L'any 1994 es llicencià en Història i l'any 1998 en Ciències polítiques, amb premi extraordinari, ambdós casos per la Universitat Autònoma de Barcelona. Posteriorment, cursà estudis de postgrau, obtenint l'any 2000 un diploma de la SAIS-Bolonya de la Universitat Johns Hopkins i l'any 2002 un màster en Estudis internacionals a la Universitat Pompeu Fabra. L'any 2015 culminà els seus estudis amb un doctorat en Història per la Universitat Pompeu Fabra, presentant la tesi doctoral Relat històric i multilateralisme: la construcció de l'espai euromediterrani (1995-2012), que fou dirigida pels professors Josep Fontana i Joaquim Albareda. També realitzà tasques docents sobre Política Internacional Europea a la Universitat Autònoma de Barcelona entre 2002 i 2003 i, com a professor visitant, a la Universitat d'Indiana entre 2009 i 2011. D'ençà, fou membre del grup acadèmic de la Casa de la Història Europea de Brussel·les i formà part del comitè científic de l'Observatori Europeu de Memòries, així com del comitè d'experts de l'ampliació del Memorial d'Alsàcia-Mosel·la.
Entre 1998 i 2002 estigué professionalment vinculat a la Unió Europea com a tècnic de l'Oficina Parlamentària Europea del Partit dels Socialistes de Catalunya (PSC). L'any 2002 treballà com a tècnic de Cooperació de l'Institut Europeu de la Mediterrània (IEMed). Entre 2003 i 2004 ho feu de nou al Parlament Europeu com a responsable de l'àrea de Societat i Economia del grup socialista i, entre 2004 i 2008, com a assistent parlamentari a la cambra legislativa de la UE gràcies a la seva concurrència a les eleccions al Parlament Europeu de 2004 pel PSC. En substitució de Joan Calabuig Rull, el 7 d'abril de 2008 fou nomenat eurodiputat, càrrec que mantingué fins al 13 de juliol de 2009.